# Experterne
Experterne er en rapgruppe bestående to rappere, Stabil og Jeks, og DJ'en Riisager.
Stabil og Jeks skabte gruppen i november 2000 og spillede de næste år til en del undergrundsjams. De senere år har de medvirket på flere danske rapperes plader og numre. Der kan blandt andet nævnes Brun, Hvid Sjokolade og andre prominente danske rappere.
I 2001 lavede de i samarbejde med Brun, Pede B og Grænseløs Effekt Syndrom vinylpladen ”EFX-Files Vol. 1.".
I 2002 blev de færdige med deres demo-EP "Hjemmebryg på hjemmetryk".
I 2004 signede de med Skytune Records, hvilket mundede ud i deres debutplade "Oprør", der udkom 1. maj 2006.
Experterne berører emner der spænder vidt, fra politik til blær til dybe personlige problemer.